# Třemešná
Třemešná (in tedesco Röwersdorf) è un comune della Repubblica Ceca facente parte del distretto di Bruntál, nella regione della Moravia-Slesia.